# Terremoto de Alaska de 2016
El terremoto de Alaska de 2016 ocurrió en las aguas de la ensenada de Cook a 88,5 kilómetros al sureste de la localidad de Iliamna, en Alaska, Estados Unidos a la 01:30 hora local del 24 de enero de 2016. El terremoto tuvo su epicentro a unos 261 kilómetros de Anchorage, y a 105 kilómetros de Homer. El terremoto fue de 7,1, tuvo una profundidad de 120 kilómetros y se sintió en una amplia zona del sur de Alaska central, la península de Kenai y sitios tan lejanos como Juneau a aproximadamente 1.100 kilómetros al sureste del epicentro. Dejó daños moderados a graves en las viviendas, carreteras y las empresas se experimentaron en un área amplia. Debido a la profundidad del epicentro, no hubo un tsunami.

## Daños
Los daños, la mayoría moderada con algunos casos de daños graves, se vivieron en una amplia zona del sur de Alaska central. En la península de Kenai, cuatro casas fueron destruidas en Kenai debido a fugas de gas que provocaron incendios. Empresas reportaron daños en su mercancía, y el camino de la playa de Kalifornsky fue muy dañado. También hubo cortes de energía en Homer, así como daños materiales moderados. Algunos habitantes de Homer se autoevacuaron por si ocurría un maremoto.
En Anchorage, hubo cortes de energía reportados en varias áreas, afectando a más de 5.000 clientes. También hubo fugas de gas y numerosas cañerías de agua rotas. Hubo daños reportados en toda la ciudad de efectos personales en los hogares, así como a mercancías de los negocios y tiendas. En una ferretería las estanterías colapsaron. Un puente que conecta el centro de Anchorage con el barrio de Government Hill fue evacuado y cerrado después de que se descubrieron grietas en su estructuras. El centro de la ciudad hubo edificios con ventanas rotas y daños en las oficinas.
Hubo diversos grados de daño a los edificios del Distrito Escolar de Anchorage, incluyendo a una biblioteca compartida por West High School y Romig Middle School. También hubo daños en la sede de Unión de Estudiantes de la Universidad de Alaska Anchorage.